# 100-річчя Таврійського національного університету імені В. І. Вернадського (монета)
«100-рі́ччя Таврі́йського націона́льного університе́ту імені В. І. Верна́дського» — ювілейна монета номіналом 2 гривні, випущена Національним банком України. Присвячена закладу вищої освіти, історія якого починає свій відлік від прийняття Постанови Кримського Крайового Уряду «Про заснування Таврійського університету». Після прийняття Постанови Таврійський університет було укомплектовано і 14 жовтня 1918 року урочисто відкрито у Сімферополі. За роки своєї діяльності університет розвивав такі наукові напрями як здоров'я людини, охорона навколишнього середовища, ресурсозберігаючі технології, інформаційні системи. У листопаді 2015 року Таврійський національний університет імені В. І. Вернадського переміщено до Києва з анексованого Криму.
Монету введено в обіг 28 серпня 2018 року. Вона належить до серії «Вищі навчальні заклади України».

## Опис та характеристики монети
| Номінал грн. | Метал      | Маса, грам | Діаметр, мм. | Якість виготовлення       | Гурт     | Тираж, штук |
| ------------ | ---------- | ---------- | ------------ | ------------------------- | -------- | ----------- |
| 2            | нейзильбер | 12,8       | 31           | спеціальний анциркулейтед | рифлений | 30 000      |

### Аверс
На аверсі монети розміщено: угорі — малий Державний Герб України, під яким напис «УКРАЇНА»; у центрі — логотип Таврійського національного університету ім. В. І. Вернадського по обидва боки від якого роки: «1918» та «2018»; унизу номінал «2/ГРИВНІ» та логотип Банкнотно-монетного двору Національного банку України (праворуч).

### Реверс
На реверсі монети розміщено будівлю міського театру, у якій 14 жовтня 1918 року відбулося урочисте відкриття університету, на тлі будівлі, праворуч — портрет В. І. Вернадського та написи: «ТАВРІЙСЬКИЙ НАЦІОНАЛЬНИЙ УНІВЕРСИТЕТ» (угорі півколом), «ІМЕНІ В. І. ВЕРНАДСЬКОГО» (унизу півколом), «100 РОКІВ» (під будівлею), «14 жовтня 1918 року» (ліворуч).

## Автори

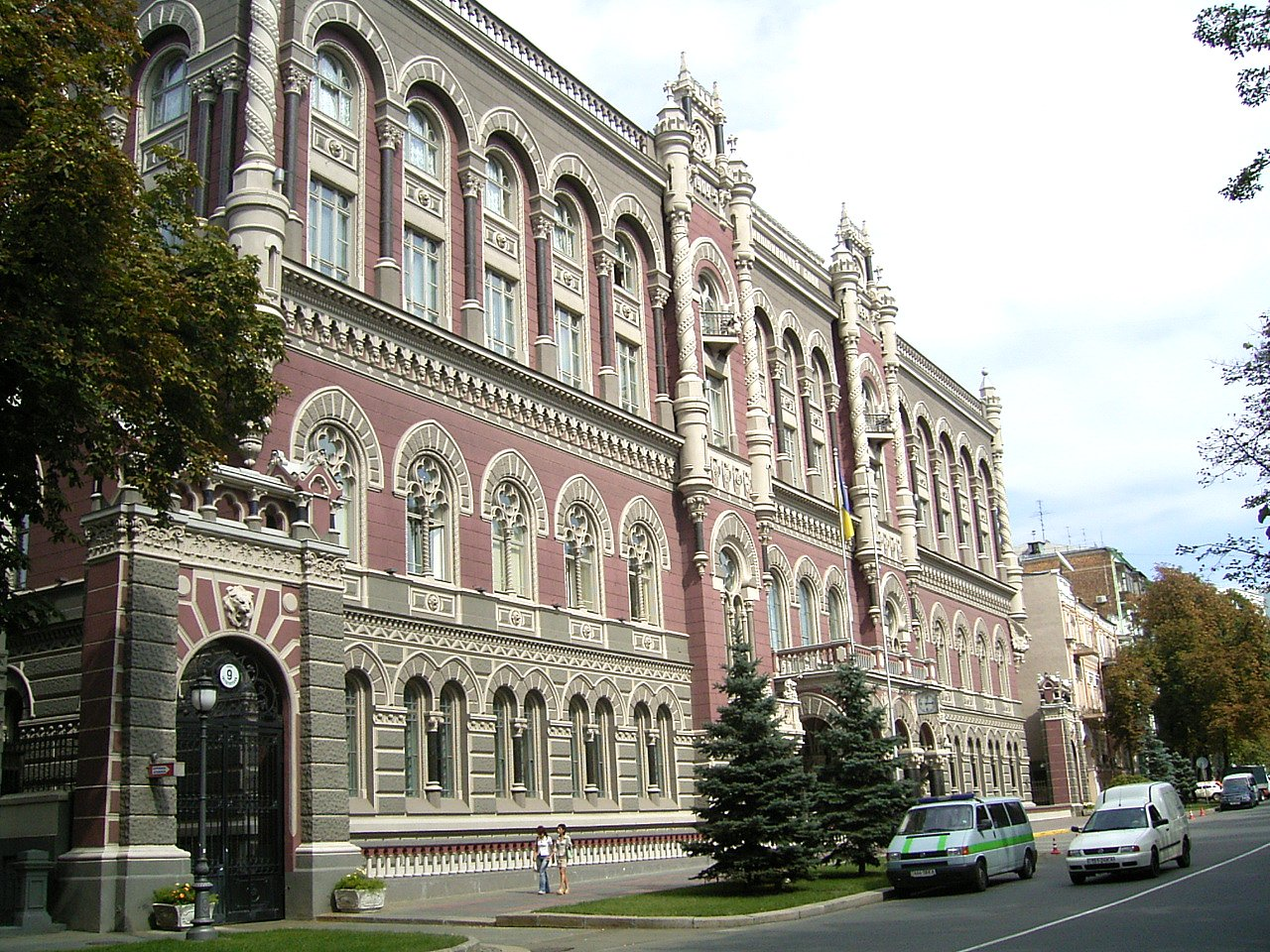
Будівля Національного банку України

- Художники: Таран Володимир, Харук Олександр, Харук Сергій.
- Скульптор — Атаманчук Володимир.

## Вартість монети
Під час введення монети в обіг 2018 року, Національний банк України реалізовував монету через свої філії за ціною 40 гривень.
Фактична приблизна вартість монети, з роками змінювалася так:
| Рік        | 2019 | 2020 | 2021 | 2022 | 2023 | 2024 | 2025 |
| ---------- | ---- | ---- | ---- | ---- | ---- | ---- | ---- |
| Ціна, грн. | 50   | 50   | 50   | 55   | 110  | 145  | 150  |